# Valšov (nádraží)
Valšov (dříve též německy  Kriegsdorf) je železniční stanice v jižní části obce Valšov v okrese Bruntál v Moravskoslezském kraji poblíž Kočovského potoka. Leží na jednokolejné neelektrizované trati Olomouc–Opava, ze které v této stanici odbočuje trať do Rýmařova.

## Historie
Stanice byla vybudována společností Moravsko-slezská ústřední dráha (MSCB) na trati primárně spojující Olomouc a Opavu, podle univerzalizovaného stavebního vzoru. 1. listopadu 1872 byl uveden do provozu úsek trasy z Krnova do stanice Opava západ. 15. října 1878 otevřela společnost Císařsko-královské státní dráhy (kkStB) odbočné spojení s Rýmařovem. K původní budově stanice byla přistavěna s dráhou i nová výpravní budova.
Po zestátnění MSCB v roce 1895 pak obsluhovala stanici jedna společnost, Císařsko-královské státní dráhy (kkStB), po roce 1918 pak správu přebraly Československé státní dráhy.

## Popis
Nacházejí se zde čtyři jednostranná vnitřní nekrytá nástupiště, k příchodu k vlakům slouží přechody přes koleje.